# TBS それ行け!歌謡曲
『TBS それ行け!歌謡曲』（ティービーエス それゆけかようきょく）とは、TBSラジオがかつて昼の時間帯に放送していたワイドラジオ番組である。

## 概要
1970年10月5日に毎週月曜日から金曜日の13:30 - 16:30の枠でスタート。当初は月・火曜日が山本文郎（当時TBSアナウンサー）と加藤みどりのコンビ、水〜金曜日が愛川欽也、見城美枝子（当時TBSアナウンサー）のパーソナリティで放送された。なお、愛川は1971年4月から同じTBSで『パックインミュージック』のパーソナリティも掛け持ちで務め始め、深夜でも人気となる。
途中、1971年10月4日からはスタート時間が12:00に繰り上がり、月曜日と火曜日のパーソナリティが羽佐間道夫と菅原牧子となる。1972年4月10日からは12:00 - 13:30の枠で『榎さんのお昼だよ〜!』がスタートしたのに伴い、再び放送時間が13:30 - 16:30に戻り、のちにパーソナリティも全曜日が愛川・見城のコンビとなった。
1974年1月から愛川の共演者が、見城から江川範子に交替（1975年4月11日まで）。1975年4月14日から一週間だけ見城が復帰、同年4月21日から5月23日まで約1か月限定で白石冬美が愛川と共演、『キンキンのそれ行け歌謡曲』として最後の週となった同年5月26日から5月30日まではふたたび見城が復帰、“キンキン・ケンケン”コンビで締めくくった。
翌週6月2日からはメインパーソナリティが石山かつみ、パートナーが本番組においては復帰となる菅原牧子に交替し、タイトルが『かつみ・おまきのそれ行け!歌謡曲』となった。菅原アナ「あなたのハートを釘付けよ！」の決まり文句が人気となった。
15:00のコーナー『ミュージックキャラバン』では、『キンキン・ケンケン』時代の初期の頃には久米宏と平野レミが出演、ジュークボックスから流れてくる曲が男性歌手のものか女性歌手のものか当てるゲームで平野が叫んでいた『男が出るか! 女が出るか!』というフレーズは当時話題となっていた。
1978年10月2日からは放送時間が30分繰り上がり、毎週月曜日から金曜日の13:00 - 16:30の放送となっていた。

## おもなタイムテーブル

### 愛川欽也時代
- 13:30 オープニング
- 13:42 TBSニュース
- 13:50 なつメロリクエスト（→1975年4月からは14:25の枠へ）
- 14:00 ミュージックダイヤル
- 14:25 チューンナップタイム（1975年4月まで）
- 14:45 エプロン大作戦（1975年4月からは『円山雅也のひとくち六法』）
- 15:00 TBSニュース
- 15:05 ミュージックキャラバン
出演は久米宏、平野レミ → 三笑亭夢之助、大政玉枝
- 15:40 三平の特ダネ歌謡曲
- 15:50 交通ニュース
- 16:00 あなた出番です
- 16:15 TBSニュース・交通ニュース
- 16:25 エンディング

その他主なコーナー
- 横丁からこんにちは（出演：林家木久蔵（現・林家木久扇））
- 柳家小三治の歌謡曲外伝
- 今月のベスト5
- さあなんと解く?
（放送時間が12:00〜16:30だった時のコーナー。後にこのコーナーは『榎さんのお昼だよ〜!』に受け継がれる）
- 奥様ダイヤル
- トピック歌謡曲

### ｢かつみ・おまき｣時代
- 13:30 オープニング
- 13:42 TBSニュース
- 13:50 話のおつまみ
- 13:58 交通ニュース
- 14:00 ミュージックダイヤル
- 14:20 今日のゲスト
- 14:25 クイズ～なんでも大記録
- 14:35 奥様!さわやかプレゼント
- 14:57 交通ニュース
- 15:00 TBSニュース
- 15:05 ミュージックキャラバン
出演は三笑亭夢之助、木村恵美（月・火・水）、三遊亭小遊三、上杉恵子（木・金）
- 15:25 クラウンミュージックトライアングル
- 15:37 ダイヤル119番
- 15:40 今月のヒットコーナー
- 15:52 今晩と明日の天気
- 15:55 ハイウェイ情報
- 15:57 交通ニュース
- 16:00 TBSニュース
- 16:05 日石ビューティフルサウンズ
- 16:20 交通情報
- 16:25 エンディング

その他主なコーナー
- それ行けだけが知っている（14:25ごろ）
- それ行けスペシャル（14:45ごろ）
- あなた電話ですよ（16:00）